# Museu Žmuidzinavičius

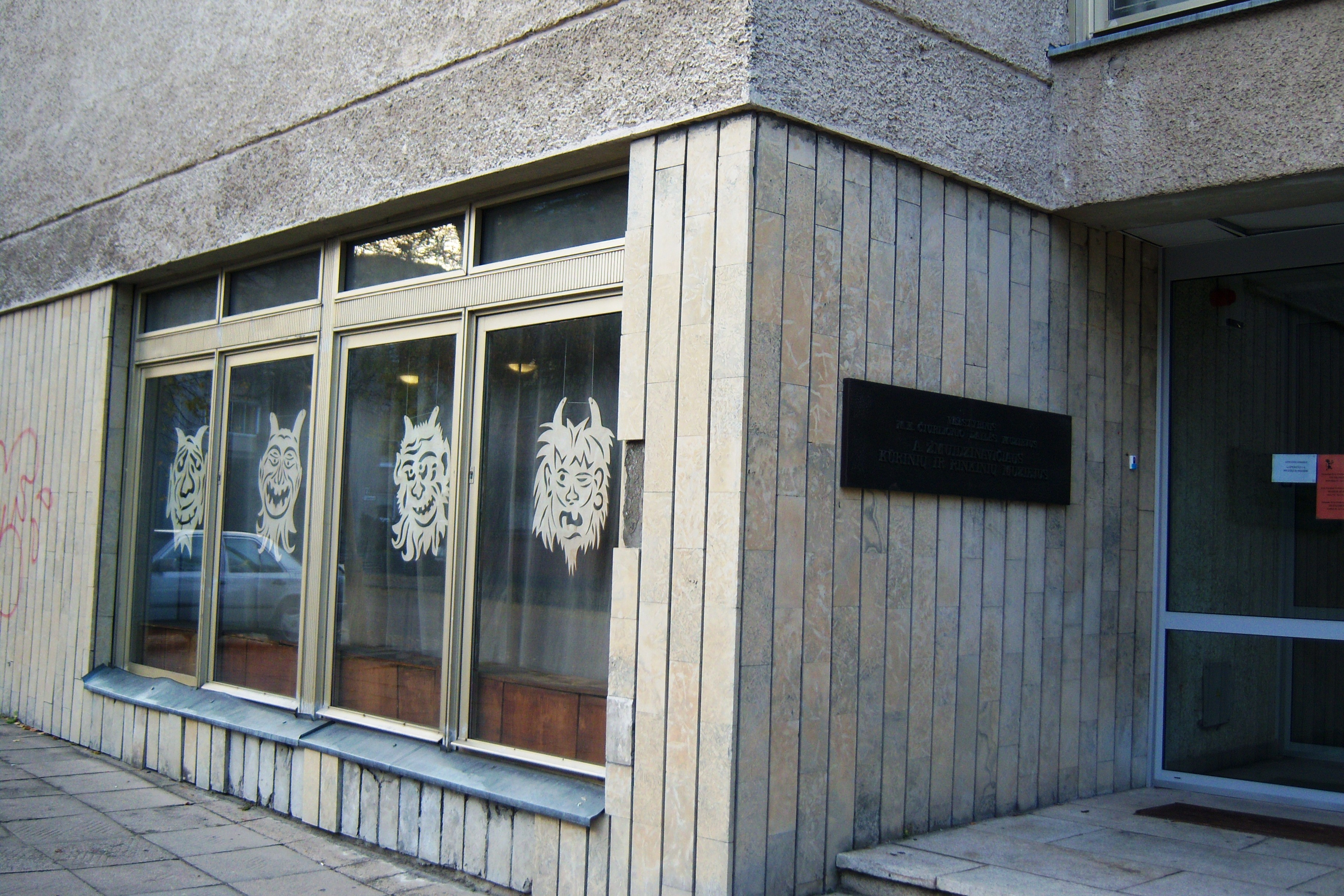
Entrada al museu

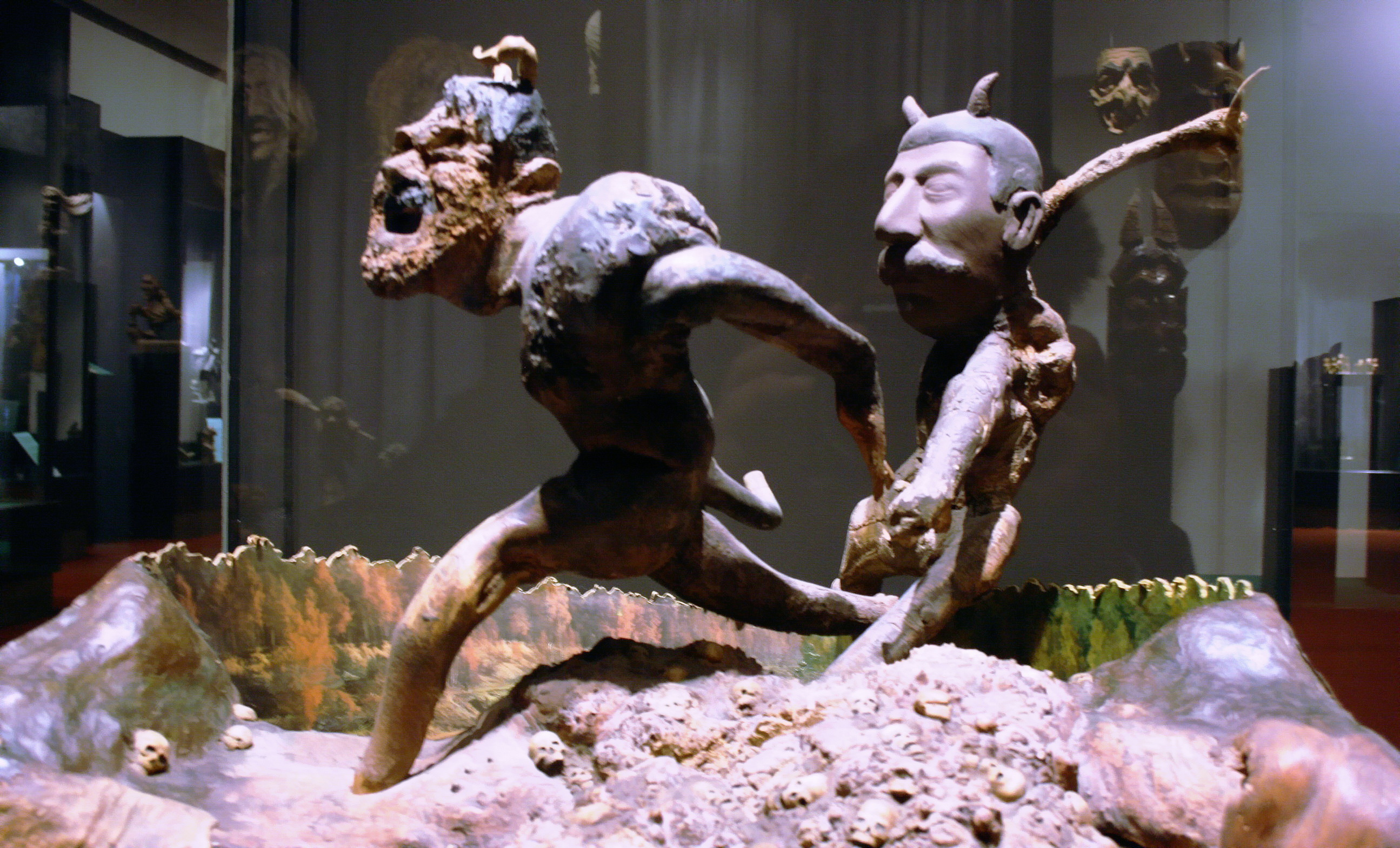
Representació de Hitler i Stalin com dimonis

El Museu Žmuidzinavičius, popularment conegut com a Museu del dimoni, és un museu ubicat a Kaunas (Lituània), dedicat a col·leccionar i exhibir escultures i talles de dimonis procedents de tot el món. El 2009, la seva col·lecció abastava prop de 3000 peces exhibides.
La col·lecció va ser iniciada pel pintor Antanas Žmuidzinavičius (1876-1966). Després de la seva mort es va crear un museu memorial a casa sobre la seva obra alhora que s'exhibia la seva col·lecció personal d'art folklòric lituà i altres peces diverses, entre elles la col·lecció de talles demoníaques. En aquest moment, constava únicament de 260 escultures. Com la col·lecció anava creixent, a causa de nombrosos regals i donacions de visitants, el 1982 es va construir una ampliació especial.
Al museus s'exposen treballs de diverses cultures que comprenen des d'obres artístiques a útils com pipes, obrecartes o bastons, entre molts altres. Alguns d'aquests objectes representen mites folklòrics mentre altres expressen idees polítiques diverses. És el cas de les escultures de Hitler i Stalin com dimonis ballant la dansa de la mort sobre un sòl d'ossos humans.